# Bremen (land)

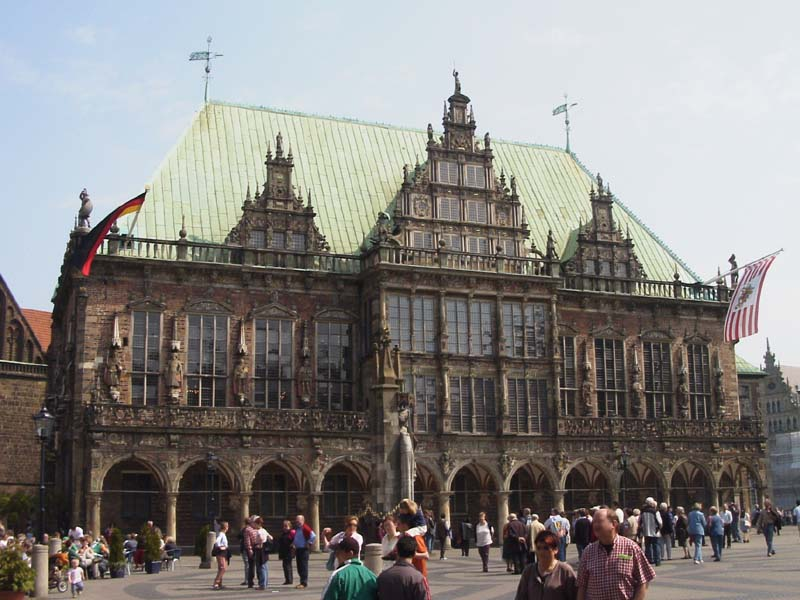
Brema - Primăria

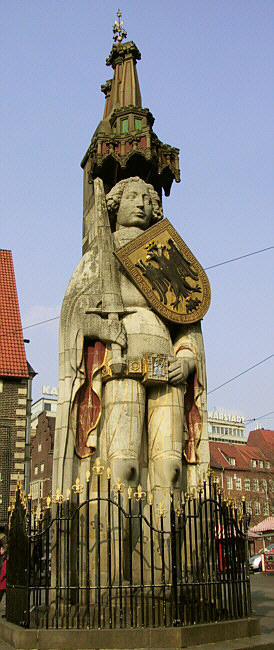
Brema – Statuia lui Roland

Bremen, cu denumirea oficială „Orașul Liber și Hanseatic Brema” (Freie Hansestadt Bremen), alcătuit din orașul Bremen și portul Bremerhaven, este unul din cele 16 landuri federale ale Germaniei. Alături de Berlin și Hamburg este unul din cele trei state-oraș cu statut de land federal. În evul mediu a făcut parte din Liga Hanseatică.
Landul Bremen este situat în nord-vestul Germaniei. Este cel mai mic dintre cele 16 landuri ale țării. Distanța dintre orașul Bremen  și portul Bremerhaven este de circa 60 km. Amândouă sunt localizate pe cursul inferior al râului Weser. Bremerhaven este situat în aval și servește drept port la Marea Nordului (numele lui înseamnă "Portul orașului Brema"). Fiecare oraș în parte este înconjurat complet de landul Saxonia Inferioară.
Primăria și Statuia lui Roland din Bremen au fost înscrise în anul 2004 pe lista patrimoniului cultural mondial UNESCO. Statuia simbolizează primirea statutului de oraș.

## Galerie de imagini

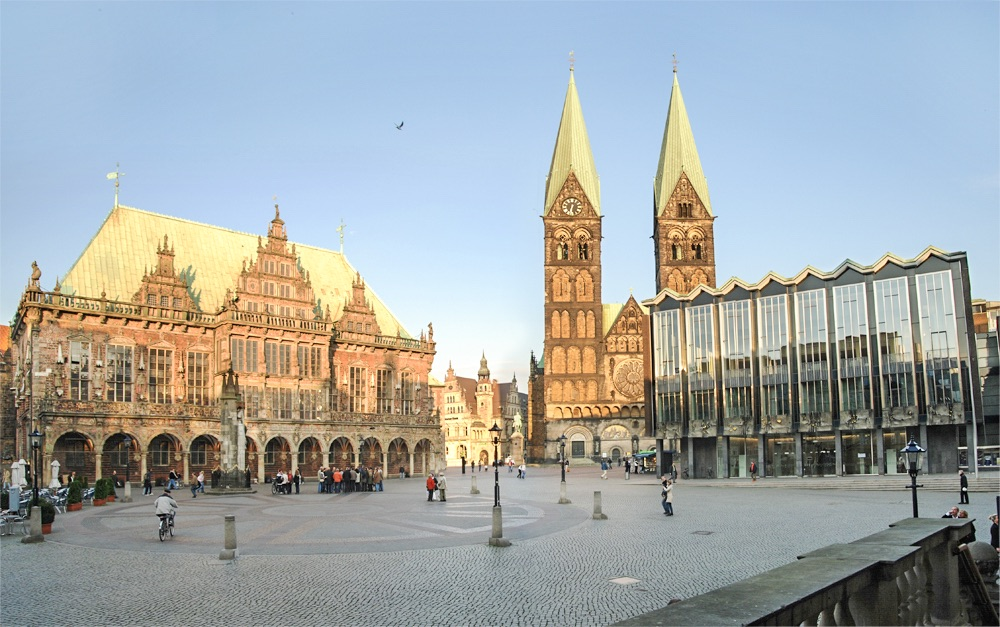
Primăria şi domul din oraşul Brema
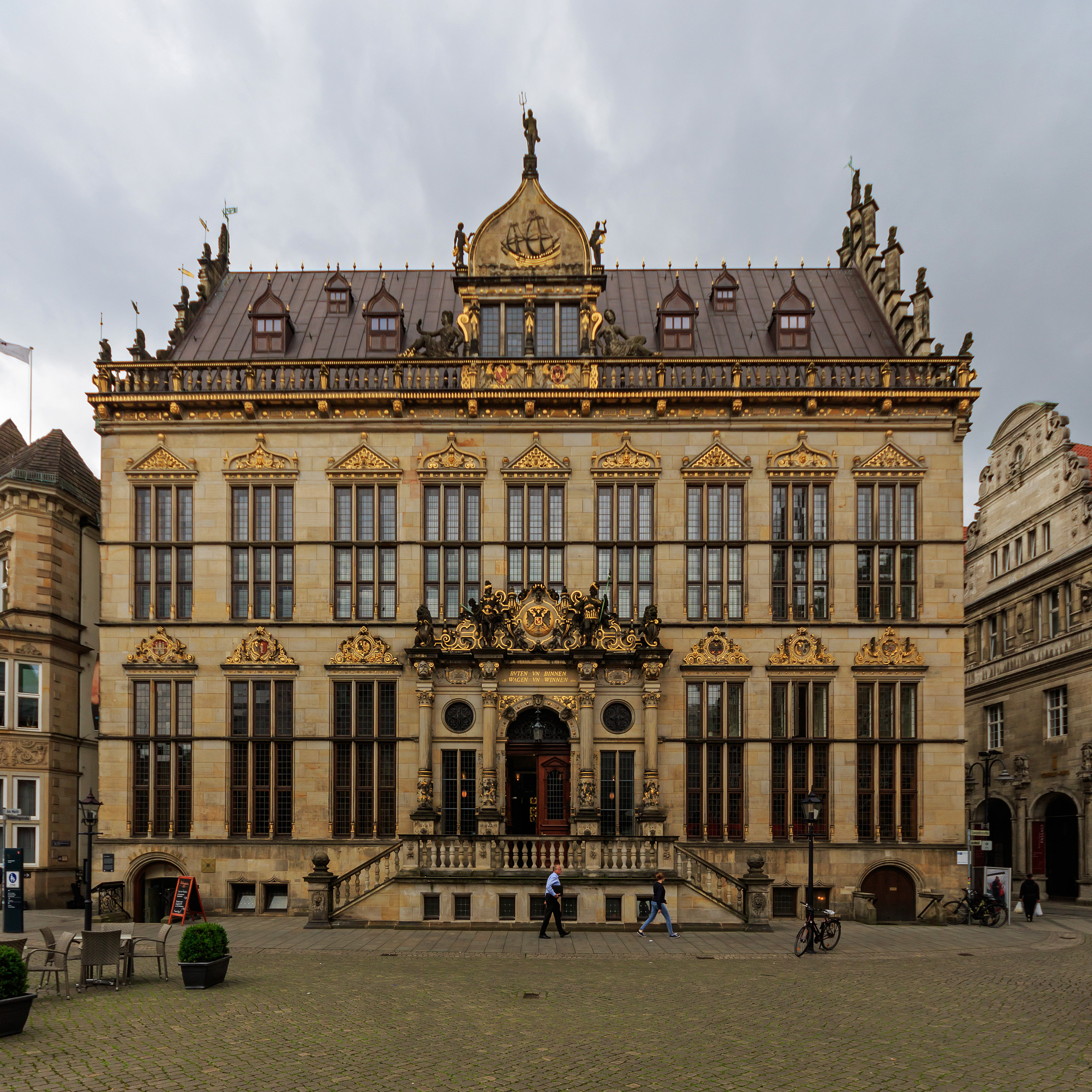
Casa comercială Schuetting din oraşul Brema
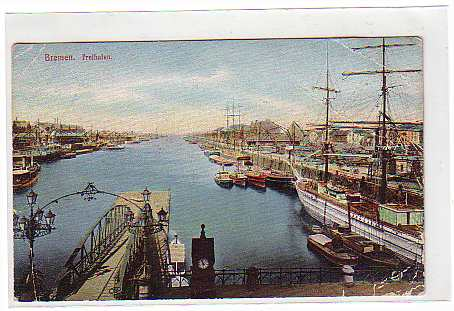
Portul Bremerhaven (1911)
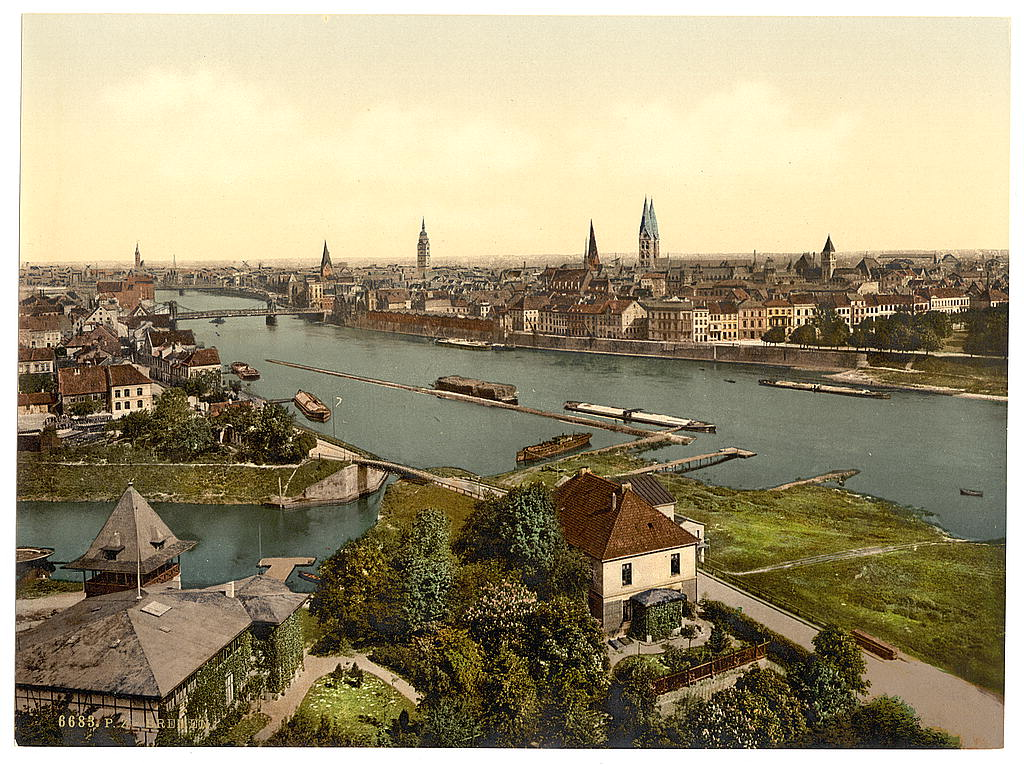
Foto Brema (1900)